# Eanred
Eanred est roi de Northumbrie d'environ 810 à 841, ou de 830 à 854.

## Biographie
Eanred est le fils d'Eardwulf. On sait peu de choses sur son règne, d'autant que la chronologie de la Northumbrie est très incertaine pour cette période. Il succède à Ælfwald II, ou bien à son père si l'on postule un deuxième règne pour celui-ci.
D'après la Chronique anglo-saxonne, c'est en 827, donc vraisemblablement sous le règne d'Eanred, que les Northumbriens se soumettent au Wessex à Dore lorsque le roi Ecgberht y arrive à la tête d'une armée.
Le fils d'Eanred, Æthelred II, lui succède.